# Tipografic Majuscul (film)
Tipografic Majuscul este un film românesc din 2020 regizat de Radu Jude. Este o adaptare după spectacolul documentar omonim semnat de Gianina Cărbunariu. A avut premiera la Festivalul de film de la Berlin, în 2020. În distribuția celui de-al șaptelea lungmetraj semnat de Radu Jude se regăsesc actorii Șerban Lazarovici, Bogdan Zamfir, Ioana Iacob, Șerban Pavlu, Alexandru Potocean, Silvian Vâlcu.

## Prezentare
Filmul pune în legătură, prin tehnica montajului, două povești și două istorii. Una este povestea reală a adolescentului Mugur Călinescu, care, în 1981, a scris pe ziduri cu creta o serie de texte împotriva dictaturii lui Nicolae Ceaușescu. Povestea lui e pusă în scenă așa cum a reconstituit-o Gianina Cărbunariu din dosarul lui de Securitate. A doua este povestea oficială a României: imagini din arhiva Televiziunii Naționale, din aceeași perioadă.

## Distribuție
- Șerban Lazarovici în rolul Mugur Călinescu
- Bogdan Zamfir în rolul Ofițer de securitate
- Ioana Iacob în rolul Mama
- Șerban Pavlu în rolul Tatăl

## Producția
Filmul este o producție microFILM în coproducție cu TVR și Hi Film Productions, cu sprijinul CNC, cofinanțat prin Programul Europa Creativă al Uniunii Europene, în asociere cu nomada.solo. De vânzările internaționale se va ocupa Best Friend Forever, iar în cinematografe va fi distribuit de Hi Film Productions.

## Recepția
Presa internațională de specialitate a apreciat filmul ca fiind „un hibrid curajos” și „primul mare documentar al anului”. „O poveste adevărată cu nuanță kafkiană. Intenționat aspră și manieristă”, a scris The Hollywood Reporter.

## Premii și nominalizări
Filmul a fost nominalizat în secțiunea Forum la Festivalul de la Berlin.